# إغشان (إيريغ نتاهلة)
إغشان هي إحدى مشيخات المملكة المغربية، تتبع جغرافيا لإقليم تيزنيت وإداريًا لإيريغ نتاهلة. يقدر عدد سكانها بـ 2393 نسمة حسب الإحصاء الرسمي للسكان والسكنى لسنة 2004.